# Cuby + Blizzards
Cuby + Blizzards conosciuti anche come Cuby and The Blizzards è stato un gruppo blues rock dei Paesi Bassi fondato nel 1964 dal cantante Harry "Cuby" Muskee (10/6/1941-26/9/2011) e dal chitarrista Eelco Gelling (12/6/1946). Il loro stile oltre al blues comprende varie influenze, principalmente rock and roll, e si differenziava per l'originalità da quello dei coevi gruppi olandesi.
Iniziarono con il nome Peter & the Blizzards ed esordirono nel 1965 con il singolo Stumble and Fall, che ebbe un buon successo nazionale. Nel 1967 fecero un tour con Van Morrison appena uscito dai Them e registrarono l'album Praise The Blues contenente la hit Window of My Eyes (Top 10 nei Paesi Bassi, inserita nel 2010 nella colonna sonora del film The American) ed ospitarono nella loro fattoria il cantante blues John Mayall. L'anno successivo partirono in tour con Alexis Korner, dal quale è stato pubblicato l'album dal vivo Live! At the Rheinhalle Düsseldorf.
Oltre al duo fondatore nella formazione ruotarono vari musicisti tra cui il musicista Herman Brood. Gelling nel 1976 lasciò il gruppo per entrare nei Golden Earring, Muskee decise quindi di abbandonare la sigla C+B per formare la Harry Muskee Band e nel 1980 la Muskee Gang. Solo nel 1996 ripropose il nome di Cuby +Blizzards senza però Gelling, nel 2004 il gruppo suonò per onorare la memoria del bluesman John Lee Hooker. Muskee morì nel 2011.

## Premi e riconoscimenti
L'album d'esordio Desolation ottenne un Edison Award, massimo premio musicale dei Paesi Bassi.

## Discografia

### Album
- 1966 - Desolation
- 1967 - Groeten Uit Grollo (Edizione tedesca nota come Soul)
- 1967 - Praise the Blues (con Eddie Boyd)
- 1968 - Live! At the Rheinhalle Düsseldorf (con Alexis Korner)
- 1968 - On the Road
- 1968 - Trippin' Thru' a Midnight Blues
- 1969 - Appleknockers Flophouse
- 1969 - Cuby's Blues (doppio)
- 1969 - Too Blind To See
- 1970 - King Of The World
- 1971 - Simple Man
- 1972 - Sometimes
- 1973 - Ballads
- 1974 - Attention!
- 1974 - Cuby's Blues (Best of…)
- 1975 - Red White & Blue
- 1976 - Kid Blue
- 1977 - Old Times Good Times
- 1979 - Live' Featuring Herman Brood Live
- 1979 - The Forgotten Tapes
- 1981 - Live
- 1983 - Please, No Smoke (come supporto a Van Morrison)
- 2000 - Travelling with the Blues
- 2009 - Cats Lost